# Here I Am/New Album Playlist
«Here I Am/New Album Playlist» es el sencillo n.º 30 de la banda japonesa globe, lanzado al mercado el día 29 de junio del año 2005 bajo el sello avex globe.

## Detalles
Tras permanecer por más de dos años inactivos, este fue el sencillo con que globe regresó al ambiente musical en el año 2005. El estilo comparado con sus anteriores trabajos -que eran principalmente de música electrónica- marcó la diferencia a una nueva etapa para la banda de Tetsuya Komuro y compañía, adentrándose por primera vez en melodías orientadas al Pop/Rock. Para la promoción de este trabajo el tema fue utilizado como una de las aberturas para la serie de anime llamada Black Jack.
Ejectutivos de Avex escogieron los que consideraron los mejores temas del próximo álbum de globe que sería lanzado algún tiempo después -que por cierto es globe2 pop/rock, y pusieron unas muestras en este disco, he ahí el por qué del New Album Playlist en el título.

## Canciones
1. «Here I Am» (Radio Edit)
2. «Here I Am» (Original Mix)
3. «Love Goes On» (Album Preview)
4. «Lost» (Album Preview)
5. «Judgement» (Album Preview)

- Datos: Q11223282